# Daniyar Yeleussinov
Daniyar Yeleussinov est un boxeur kazakh né le 13 mars 1991, champion olympique dans la catégorie -69 kg à Rio en 2016.

## Carrière
Sa carrière amateur est marquée par une médaille d'or aux Jeux asiatiques de Canton en 2010 dans la catégorie super-légers et surtout par un titre de champion du monde à Almaty en 2013 en poids welters.

## Palmarès

### Jeux olympiques
- Médaille d'or en -69 kg aux  Jeux olympiques 2016 à Rio de Janeiro[1]
- Quart de finaliste en -64 kg aux Jeux olympiques 2012 à Londres[2]

### Championnats du monde
- Médaille d'or en -69 kg en 2013 à Almaty, Kazakhstan

### Jeux asiatiques
- Médaille d'or en -64 kg en 2010 à Canton, Chine